# كارل هينري
كارل هنري (بالإنجليزية: Karl Henry)‏ (مواليد 26 نوفمبر 1982 في أشمور بارك - إنجلترا) لاعب كرة قدم إنجليزي يلعب حاليا لصالح نادي الدرجة الممتازة وولفرهامبتون واندررز الإنجليزي منذ 2006 في مركز الوسط المحوري .

## روابط خارجية
- كارل هينري على موقع قاعدة بيانات كرة القدم.إي يو (الإنجليزية)
- كارل هينري على موقع Soccerbase.com (لاعب) (الإنجليزية)
- كارل هينري على موقع Soccerway.com (الإنجليزية)
- كارل هينري على موقع عالم كرة القدم.نت (الإنجليزية)
- كارل هينري على موقع AS.com (الإسبانية)